# 腓力神廟

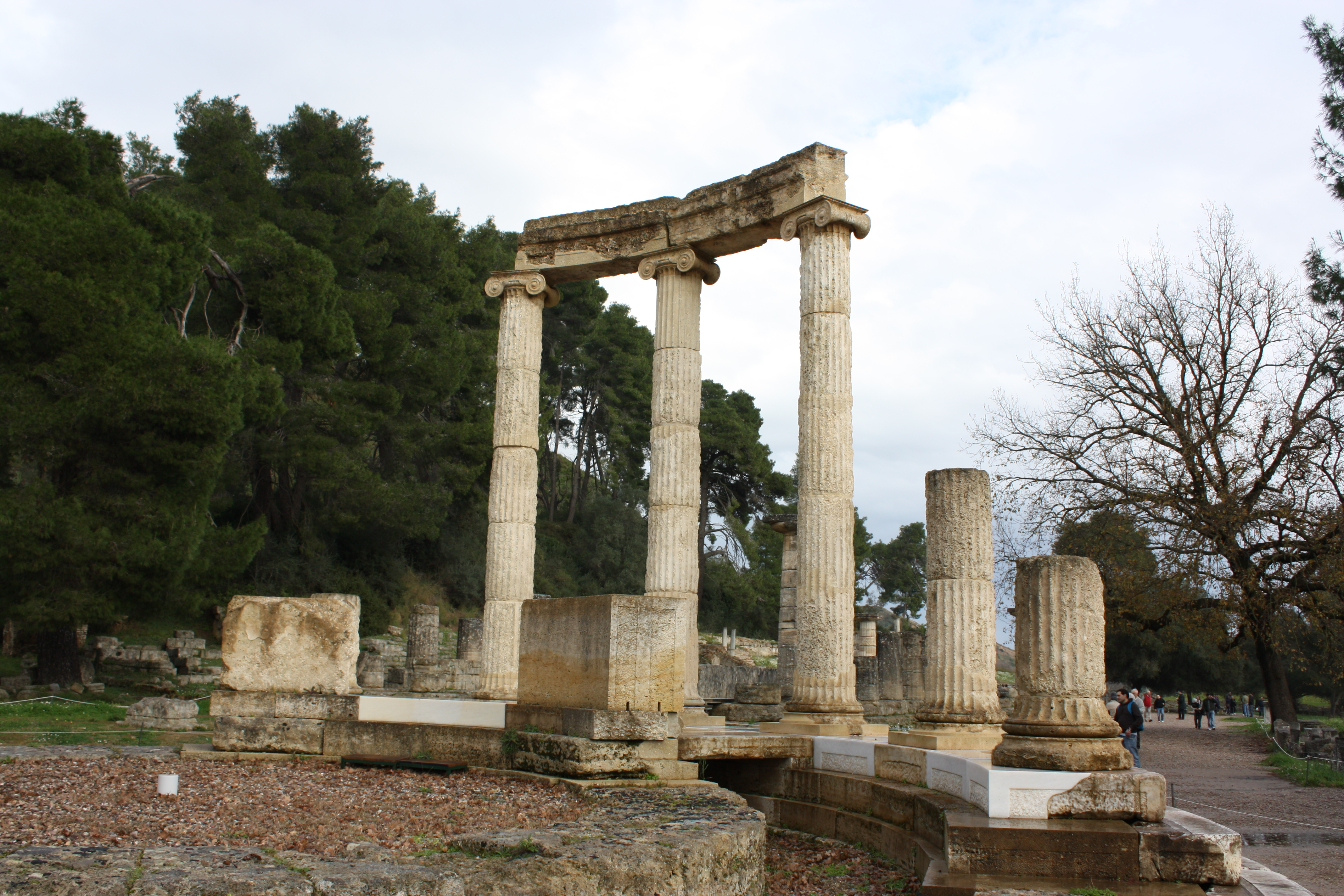
腓力神廟

腓力神廟（希臘語：Φιλιππεῖον）是位於希臘奧林匹亞阿爾提斯的一座圓形古希臘神廟。這座神廟內曾有腓力二世的雕像。腓力神廟是為了紀念腓力二世在喀羅尼亞戰役中取得勝利而修建，也是阿爾提斯唯一獻給人類的神廟。